# James FitzGerald (1er duc de Leinster)
Pour les articles homonymes, voir James FitzGerald.
 (août 2015).
Si vous disposez d'ouvrages ou d'articles de référence ou si vous connaissez des sites web de qualité traitant du thème abordé ici, merci de compléter l'article en donnant les références utiles à sa vérifiabilité et en les liant à la section « Notes et références ».
Le lieutenant-général James FitzGerald, 1er duc de Leinster (29 mai 1722 - 19 novembre 1773) est un noble, soldat et homme politique irlandais.

## Biographie
Il est le fils de Robert FitzGerald (19e comte de Kildare). Il fait partie du Conseil privé d'Irlande.

## Titulature
Jusqu'en 1744 il est titré Lord Offaly.
Entre 1744 et 1761 il est connu sous le nom de comte de Kildare, puis marquis de Kildare entre 1761 et 1766.
Il épouse Emily Lennox, l'un des sœurs Lennox et ont 9 enfants :
- George FitzGerald, comte de Offaly (15 janvier 1748 – Richmond House, 26 septembre 1765), il est décédé à l'âge de dix-sept ans.
- William FitzGerald (2e duc de Leinster) (12 mars 1749 – 20 octobre 1804), il épouse Emilie Saint-Georges (fille de Saint-Georges de Saint-Georges 1er baron de Saint-Georges), le 4 novembre 1775. Ils ont neuf enfants
- Caroline FitzGerald (21 juin 1750 – 13 avril 1754) est décédé à l'âge de trois ans.
- Emily Mary FitzGerald (15 mars 1751 – 8 avril 1818) elle épouse Charles Coote (1er comte de Bellomont) le 20 août 1774. Ils ont cinq enfants.
- Henrietta FitzGerald (9 décembre 1753 – 10 septembre 1763) est décédé à l'âge de neuf ans.
- Caroline FitzGerald (avril 1755)
- Charles FitzGerald (1er baron Lecale) (30 juin 1756 – 30 juin 1810) il se marie deux fois et a deux enfants illégitimes.
- Charlotte Marie Gertrude FitzGerald (en) (29 mai 1758 – 13 septembre 1836) elle épouse Joseph Strutt le 23 février 1789. Ils ont quatre enfants.
- Louisa Bridget FitzGerald (19 juin 1760 – janvier 1765) est décédé à l'âge de cinq ans.
- Henry FitzGerald (30 juillet 1761 – 8 juillet 1829), il épouse Charlotte FitzGerald-de Ros (20e baronne de Ros) le 3 août 1791. Ils ont douze enfants.
- Sophia Sarah Mary FitzGerald (26 septembre 1762 – 21 mars 1845).
- Edward FitzGerald (15 octobre 1763 – 4 juin 1798), il épouse Pamela Brûlart de Sillery le 27 décembre 1792. Ils ont trois enfants.
- Robert Stephen FitzGerald (1765 – 2 janvier 1833), un diplomate; marié à Sophie Charlotte Fielding.
- Gerald FitzGerald (Janvier 1766 – 1788). Noyé dans le navire où il est en service.
- Auguste FitzGerald (15 janvier 1767 – 2 janvier 1771) est décédé à l'âge de trois ans.
- Fanny FitzGerald (28 janvier 1770 – 1775) est décédée à l'âge de cinq ans.
- Lucy Anne FitzGerald (5 février 1771 – 1851), elle épouse l'amiral Thomas Foley , le 31 juillet 1802.
- Louisa FitzGerald (1772 – 1776) elle meurt à l'âge de quatre ans.
- George Simon FitzGerald (16 avril 1773 – mai 1783). Reconnu comme fils de Lord Kildare, mais, en fait, il est l'enfant biologique de William Ogilvie.